# Karl Theodor von Heigel
Karl Theodor von Heigel (Monaco di Baviera, 23 agosto 1842 – Monaco di Baviera, 23 marzo 1915) è stato uno storico tedesco.

## Biografia
Studiò storia presso l'Università di Monaco, ottenendo la sua abilitazione per la storia nel 1873. Nel 1879 divenne professore associato, e diversi anni dopo, professore ordinario al Politecnico di Monaco. Nel 1885 fu nominato professore e direttore del seminario storico dell'università.
Nel 1876 divenne membro dell'Accademia bavarese delle scienze. Con Hermann von Grauert, fu direttore della Historische Abhandlungen (dal 1891).

## Opere principali
- Das Herzogthum Bayern zur Zeit Heinrichs des Löwen und Ottos I. von Wittelsbach (con Sigmund von Riezler, 1867).
- Ludwig I. König von Bayern, 1872.
- Der Oesterreichische Erbfolgestreit und die Kaiserwahl Karls VII, 1877.
- Die Wittelsbacher. Festschrift zur Feier des siebenhundertjährigen Regierungs-Jubiläums des Hauses Wittelsbach, 1880.
- Münchens Geschichte 1158–1806, 1880.
- Quellen und Abhandlungen zur neuern Geschichte Bayerns (2 volumi, 1884–90).[1]